# Nätverket SIP
Nätverket SIP, Samhällsförändring i praktiken, är en svensk paraplyorganisation som har sin bas i Växjö. Inom organisationen finns fyra juridiska organisationer. En regional djurförening (Tender Loving Caring), en regional projektförening (Projektor), en regional aktivitetsförening (Funkibator ideell förening) och ett socialt företag (PIX). Utöver de formella och juridiska organisationerna så finns det inom och runt om Nätverket SIP mängder av tillfälliga och flexibla nätverk, grupperingar, projektverksamheter och enskilda individer.
Den gemensamma värdegrunden för alla tre organisationer i SIP är att förändra samhället till det bättre i stort och smått, därav namnet SIP, Samhällsförändring i praktiken.
Verksamhetsområden är exempelvis arbetsmarknad, jämställdhet, demokrati, funktionsnedsättning, internationell verksamhet, utbildning, folkbildning, kultur och digitala medier. 
Några exempel på vad organisationerna konkret driver är tidningsutgivning, publika föreläsningar, distansutbildningar, folkhögskolekurser, reklam- och konceptbyråverksamhet, pilot- och förstudieprojekt, genomförandeprojekt, coachning, verksamhetsetableringar, företagsvägledning och mycket mer. Två utvecklingscentras har utvecklats inom områdena funktionsnedsättning och internationella frågor.
Huvudkontoret finns i Växjö och nätverket verkar på lokala, regionala, nationella och internationella arenor. Något annat paraplynätverk som Nätverket SIP är inte känt i Sverige.

## Utmärkelser
- Sofie Sjöstrand på Nätverket SIP fick Växjö kommuns Jämställhetspris 2010
- Nätverket SIP tilldelades Kronobergs läns jämställdhetsråds Jämställdhetspris 2009
- Pia Hammargren på Nätverket SIP fick Växjö kommuns tillgänglighetspris 2009
- Nätverket SIP vann den svenska deltävlingen av European Enterprise Award (Tillväxtverket) 2009
- Nätverket SIP fick Växjö Energis Energiekonomipris 2007